# Charles Morel (imprimeur)
Pour les articles homonymes, voir Charles Morel (homonymie) et Morel.
Charles Morel est un imprimeur français, né vers 1602, mort vers 1640. Il est le fils de Claude Morel.
Il devient libraire en 1627 et, l’année suivante, imprimeur du roi. 

## Œuvres
Outre diverses éditions de Pères grecs, il a donné l’Histoire des grands chemins de l’empire romain, par Bergier (1628, in-4°) ; les Concilia generalia et provincialia de Binius (1636).